# Аккуаппеза
Аккуаппеза (італ. Acquappesa, сиц. Acquappisa) — муніципалітет в Італії, у регіоні Калабрія, провінція Козенца.
Аккуаппеза розташована на відстані близько 400 км на південний схід від Рима, 90 км на північний захід від Катандзаро, 34 км на північний захід від Козенци.
Населення — 1896 осіб (2014).
Щорічний фестиваль відбувається 2 липня. Покровитель — Madonna del Rifugio.

## Демографія
Населення за роками:

Станом на 1 січня 2023 року в муніципалітеті офіційно проживало 46 іноземців з 9 країн, серед них 18 громадян країн Євросоюзу та 9 громадян України.

## Сусідні муніципалітети
- Четраро
- Фаньяно-Кастелло
- Гуардія-П'ємонтезе
- Монграссано